# Samostan Dečen Phrodrang
Dečen Phrodrang, kar pomeni 'palača velike blaženosti', je budistični samostan v Thimphuju, Butanu. Stoji severno od mesta.
Leta 1971 je postal samostanska šola in ima trenutno 450 študentov menihov, ki so se vključili v osemletni tečaj in 15 zaposlenih. 
Samostan hrani številne pomembne zgodovinske butanske artefakte, vključno s slikami iz 12. stoletja, ki jih je pregledal UNESCO in opazen kip šabdrunga Ngavang Namgjala v zgornjem nadstropju.  V kapelici v spodnjem nadstropju je osrednji Buda Šakjamuni. 